# George Sabin Cutaș
George Sabin Cutaș (ur. 23 lutego 1968 w Bacău) – rumuński polityk, były senator, poseł do Parlamentu Europejskiego VII kadencji.

## Życiorys
Absolwent Instytutu Politechnicznego w Bukareszcie. Uzyskał następnie dyplom MBA, podjął też studia doktoranckie na Wydziale Zarządzania Akademii Ekonomicznej w Bukareszcie. Pracował w administracji celnej, w 2002 zaczął prowadzić własną działalność gospodarczą w zakresie doradztwa.
Zaangażował się w działalność Rumuńskiej Partii Humanistycznej, przekształconej w 2005 w Partię Konserwatywną. W latach 2004–2008 sprawował mandat senatora, od 2005 do 2006 pełniąc funkcje wiceprzewodniczącego wyższej izby rumuńskiego parlamentu. Od 2007 kierował klubem parlamentarnym PC.
W wyborach w 2009 z listy koalicji konserwatystów z Partią Socjaldemokratyczną jako jedyny przedstawiciel swojego ugrupowania uzyskał mandat deputowanego do Parlamentu Europejskiego. Przystąpił do grupy socjalistycznej, został też członkiem Komisji Gospodarczej i Monetarnej.